# Kanton Mercœur
Der Kanton Mercœur war von 1790 bis 2015 ein französischer Wahlkreis im Département Corrèze und in der damaligen Region Limousin. Er umfasste zehn Gemeinden im Arrondissement Tulle; sein Hauptort (frz.: chef-lieu) war Mercœur. Die landesweiten Änderungen in der Zusammensetzung der Kantone brachten im März 2015 seine Auflösung. Der Kanton Mercœur war 213,72 km² groß und hatte 2623 Einwohner (Stand: 2012).

## Gemeinden
| Gemeinde                        | Einwohner (Stand: 2022) | Code postal | Code Insee |
| ------------------------------- | ----------------------- | ----------- | ---------- |
| Altillac                        | 827                     | 19120       | 19007      |
| Bassignac-le-Bas                | 82                      | 19430       | 19017      |
| Camps-Saint-Mathurin-Léobazel   | 208                     | 19430       | 19034      |
| La Chapelle-Saint-Géraud        | 196                     | 19430       | 19045      |
| Goulles                         | 327                     | 19430       | 19086      |
| Mercœur                         | 232                     | 19430       | 19133      |
| Reygade                         | 181                     | 19430       | 19171      |
| Saint-Bonnet-les-Tours-de-Merle | 40                      | 19430       | 19189      |
| Saint-Julien-le-Pèlerin         | 116                     | 19430       | 19215      |
| Sexcles                         | 229                     | 19430       | 19259      |